# Tonkpi
Tonkpi, és una regió situada a l'oest de Costa d'Ivori, és una circumscripció administrativa i una col·lectivitat territorial que té com a capital la ciutat de Man.
Inclòs dins el Districte de les Muntanyes juntament amb les regions de Cavally i de Guémon, constitueix una de les trenta-una divisions secundàries del país. Reagrupa els departaments de Biankouma, Danané, Man, Sipilou, Zouan-Hounien, Bin Houye, Gbonne, Sangouine, Logouale. La regió de Tonkpi està administrada per un Prefecte, Jérôme Soro Kayaha, i un Consell Regional presidit des del 14 de juny de 2013 per Wohi Mela Gaston.

## Geografia
El relleu de Costa d'Ivori és generalment poc accidentat, amb planes i altiplans. Això és així amb l'excepció de l'oest del país, sobretot a la regió de Tonkpi en la que una sèrie de cadenes muntanyoses baixes s'encadenen per indrets entre llocs amb pendents mitjans i zones altes que superen els 1 000 m. La majoria de les muntanyes i les valls estan exposades a un alt risc d'erosió. Els sòls dominants són els de tipus ferralític amb una fertilitat química mitjana i tenen, en general, una feble cobertura vegetal . Hi ha també sòls en roques bàsiques, sòls hidromorfs en les zones baixes i sols minerals en les zones muntanyoses.
La seva pluviositat anual varia entre els 1300 i els 2400 mm. Té una temperatura mitjana suau, prop de 24 °C. La humitat oscil·la entre el 80 i el 85%. Tonkpi està irrigat pels rius Sassandra a l'est i Cavally a l'oest, amb els seus nombrosos afluents que afavoreixen una vegetació, el 80% de la qual és selva pluvial. De totes maneres, una part d'aquesta selva ha estat transformada en guaret de Chromolaena odorata mentre que una altra part és explotada en plantacions agro-industriels de café, de cacau o d'hevea.

## Demografia
La regió té una superfície de 14540 km² i té 884 700 habitants · . Els altiplans baixos són les zones més densament poblades per població rural de la regió, amb nombroses localitats amb més de 200 habitants per km². Els Dan o Yacouba són el grup humà autòcton majoritari de la regió, que també té nombroses persones de grups humans ivorians al·lòctons, així com d'altres països africans com Guineans, Malians  Burkinesos. Hi ha una petita presència de població no africana marginal.
La llengua autòctona majoritària de Tonkpi és el Dan [dnj] que també es coneix amb els noms de Da, Gio, Gio-Dan, Ya, Yacouba, Yakuba. La llengua Dan es ramifica en dos dialectes, le Blowo (Dan de l'Oest) i el Gweetaawu (Dan de l'Est), i en 38 subdialectes

## Subdivisió administrativa
Tonkpi té 5 departaments i 33 subprefectures .
| Departaments              | Subprefectures     | Nombre de localitats | Superfície | Densitat | Nombre d'habitants |
| ------------------------- | ------------------ | -------------------- | ---------- | -------- | ------------------ |
| Biankouma                 | Biankouma          | 28                   | 657        | 115      | 75 354             |
| Biankouma                 | Blapleu            | 8                    | 191        | 67       | 12 811             |
| Biankouma                 | Gbangbegouiné      | 5                    | 75         | 73       | 5 455              |
| Biankouma                 | Gbonné             | 28                   | 986        | 25       | 24 423             |
| Biankouma                 | Gouiné             | 20                   | 1 289      | 6        | 7 112              |
| Biankouma                 | Kpata              | 13                   | 207        | 51       | 10 587             |
| Biankouma                 | Santa              | 9                    | 522        | 25       | 13 026             |
| Total Biankouma           | 7                  | 111                  | 3 927      | 52       | 148 768            |
| Danané                    | Daleu              | 20                   | 849        | 31       | 26 180             |
| Danané                    | Danané             | 59                   | 647        | 200      | 129 681            |
| Danané                    | Gbon-Houye         | 17                   | 301        | 58       | 17 357             |
| Danané                    | Kouan-Houle        | 25                   | 495        | 50       | 24 726             |
| Danané                    | Mahapleu           | 21                   | 527        | 81       | 42 445             |
| Danané                    | Seileu             | 27                   | 166        | 132      | 21 947             |
| Danané                    | Zonneu             | 16                   | 303        | 87       | 26 509             |
| Total Danané              | 7                  | 185                  | 3 288      | 88       | 288 845            |
| Man                       | Bogouiné           | 14                   | 207        | 79       | 16 443             |
| Man                       | Fagnampleu         | 4                    | 51         | 89       | 4 563              |
| Man                       | Gbangbegouiné Yati | 9                    | 125        | 90       | 11 208             |
| Man                       | Logoualé           | 12                   | 191        | 119      | 22 672             |
| Man                       | Man                | 39                   | 583        | 401      | 233 532            |
| Man                       | Podiagouiné        | 15                   | 261        | 105      | 27 358             |
| Man                       | Sandougou Soba     | 15                   | 222        | 53       | 11 815             |
| Man                       | Sangouiné          | 21                   | 639        | 52       | 33 206             |
| Man                       | Yapleu             | 2                    | 77         | 64       | 4 943              |
| Man                       | Zagoué             | 7                    | 80         | 124      | 9 959              |
| Man                       | Ziogouiné          | 11                   | 157        | 81       | 12 749             |
| Total Man                 | 11                 | 149                  | 2 593      | 150      | 388 448            |
| Zouan-Hounien             | Banneu             | 11                   | 109        | 157      | 17 149             |
| Zouan-Hounien             | Bin-Houye          | 21                   | 256        | 100      | 25 704             |
| Zouan-Hounien             | Goulaleu           | 24                   | 230        | 92       | 21 232             |
| Zouan-Hounien             | Teapleu            | 33                   | 194        | 192      | 37 198             |
| Zouan-Hounien             | Yelleu             | 12                   | 114        | 100      | 11 413             |
| Zouan-Hounien             | Zouan-Hounien      | 49                   | 465        | 157      | 73 228             |
| Total Zouan-Hounien       | 6                  | 150                  | 1 368      | 136      | 185 924            |
| Sipilou                   | Sipilou            | 11                   | 686        | 36       | 24 593             |
| Sipilou                   | Yorodougou         | 7                    | 422        | 27       | 11 191             |
| Total Sipilou             | 2                  | 18                   | 1 108      | 32       | 35 784             |
| Total General de la Regió | 33                 | 613                  | 12 284     | 85       | 1 047 769          |

## Economia
Com en la major part del país, l'economia local es basa en l'agricultura relativament diversificada. La regió porta a terme diversos cultius d'exportació especialment el cafè, el cacau, el cautxú i l'oli de palma, a més de cultius d'aliments com l'arròs, yuca, banana i blat de moro. Hi ha ramaderia bovina, caprina i ovina, així com piscicultura que està desenvolupada pel projecte BAD-Oest.
El potencial agrícola segueix sent significativa degut a les diverses ecologies que inclouen àrees muntanyoses, planes, altiplans i terres baixes que ofereixen una gran varietat de cultius possibles. Les precipitacions que van des de 1.300 mm a 2.400 mm per any a la majoria de la regió són favorables a l'agricultura. La seva xarxa fluvial densa també l'afavoreix.
A més, el projecte BAD-Oest ha organitzat nombrosos projectes que promouen el cultiu d'arròs de regadiu. Les múltiples organitzacions agrícoles supervisades per ANADER (Estructura d'Assessorament Agrícola) reforcen el dinamisme agrícola d'aquesta regió que ofereix un variat entorn científic agrícola reflectit per la presència del CNRA, el Centre Neerlandès, el Centre Suís, així com les universitats d'Abobo-Adjamé i de Cocody.
La Société des Mines d'Ity (SMI) una mina 25 km² a Tonkpi L'aigua i el sanejament de la regió s'ha degradat seriosament durant la crisi a Costa d'Ivori. Moltes infraestructures hidràuliques van ser destruïdes durant els combats, mentre que molts altres s'han deteriorat per manca de manteniment.
A la regió hi ha diverses institucions financeres com el BACI, el SIB, el FIDRA i la SGBCI. També hi ha diverses institucions de microfinances com la Coopec. A Tonkpi hi ha moltes companyies de transport interurbà.

## Cultura
La Regió del Tonkpi té nombroses atraccions turístiques com, la font de la gruta mística de Sogaleu a Danan, els ponts de lianes de Lieupleu, Vatouo, Zouan- Hounien, Souampleu; un poble de seixanta màscares iniciàtiques, Guélémou el lloc de la detenció de Samori Touré al departament de Biankouma. Tot i això, els llocs turístics de la regió han patit un dèficit de gestió i manteniment degut a les diverses crisis polítiques del país dels últims anys.

També hi ha la gruta de vint-i-quatre habitacions de Donguiné al departament de Danané, Gleugoualé i la seva enorma roca, Gouakpalé, a Man amb els seus ponts de lianes, Zadèpleu també a Man que encara han de ser descoberts pels turistes degut a l'absència de camins adequats i d'infraestructures modernes. Així redueix les possibilitats de vendre el potencial turístic de Tonkpi.

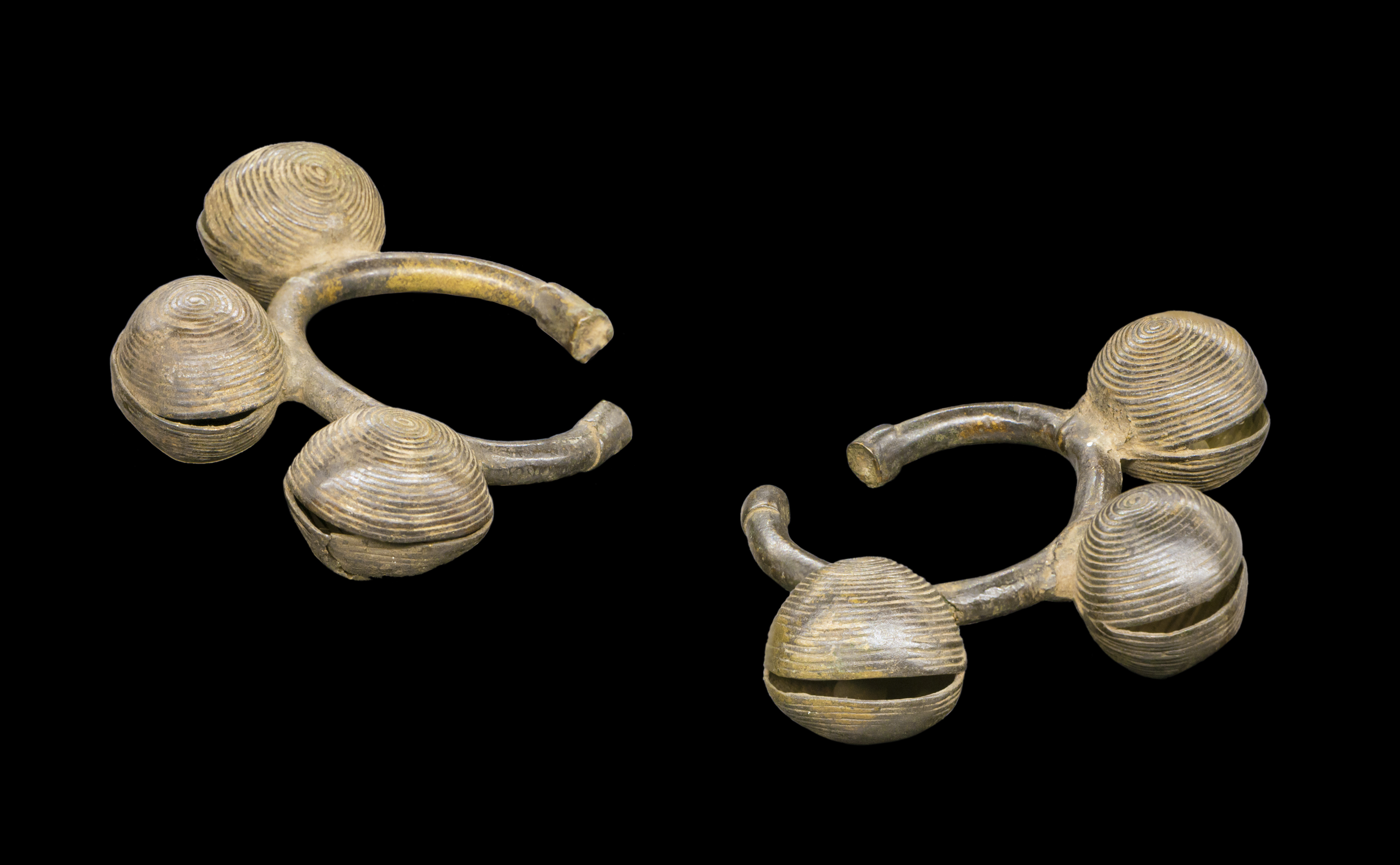
Bracelets de cheville. Cultura Dan.
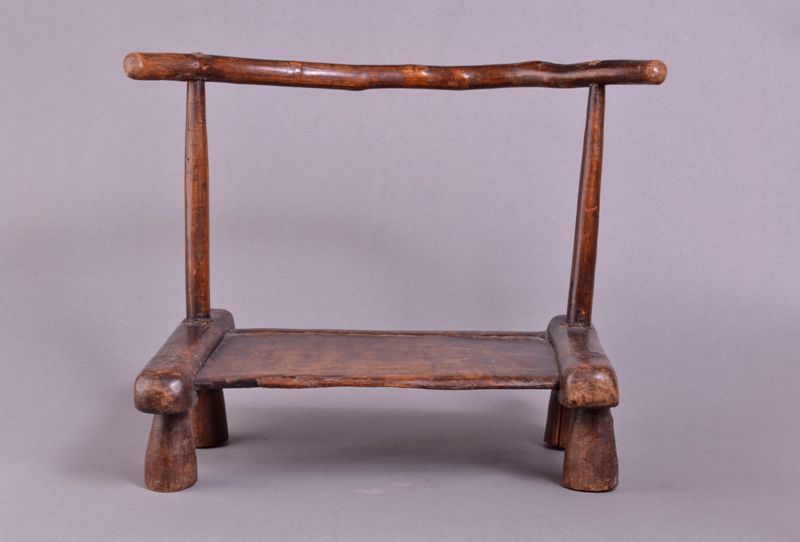
seient tradicional Dan.
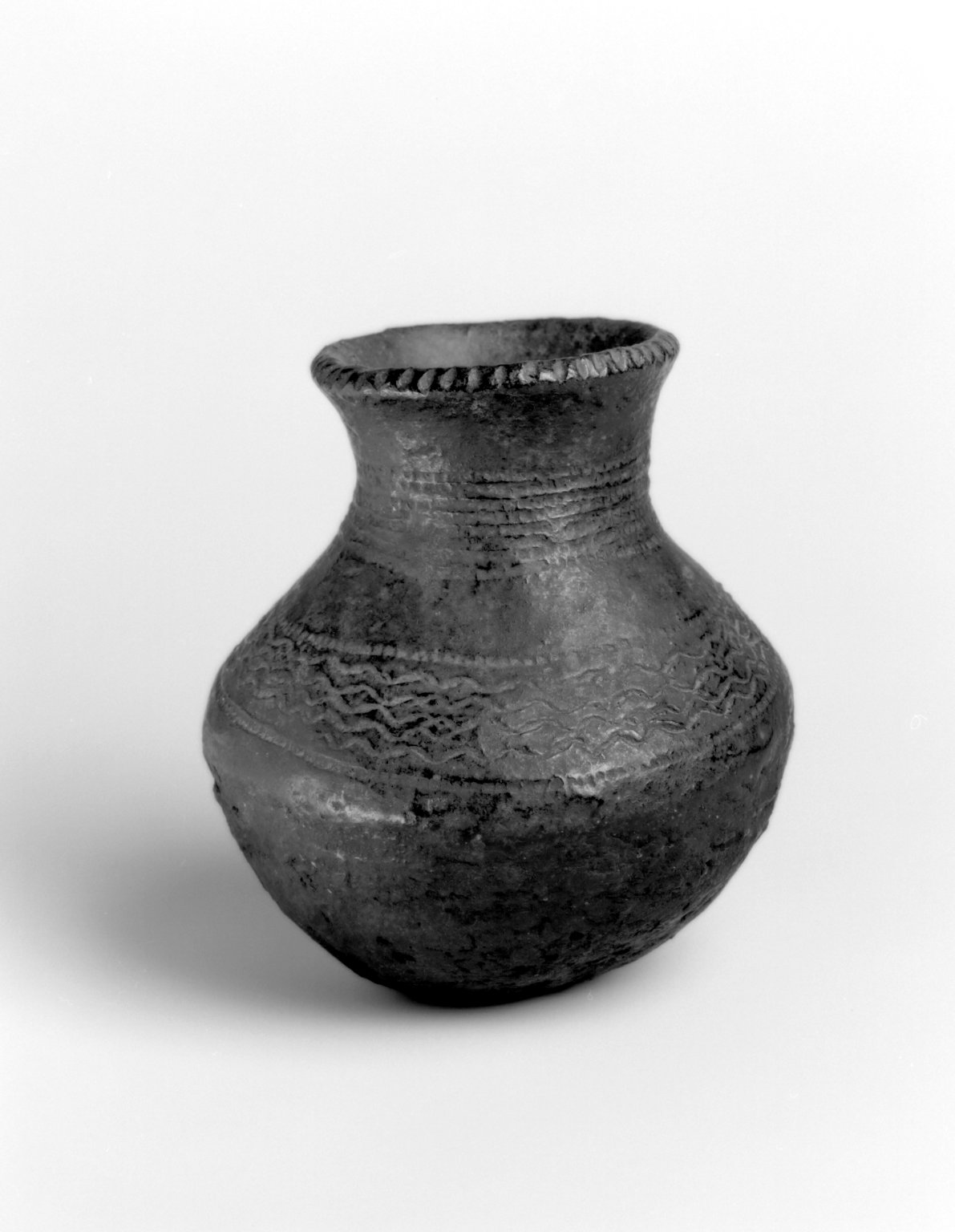
Pot d'argila per ús mèdic